# Puhkova
Koordinaten: 59° 24′ N, 28° 0′ O
Puhkova ist ein Dorf (estnisch küla) in der Stadtgemeinde Narva-Jõesuu (bis 2017 Landgemeinde Vaivara). Es liegt im Kreis Ida-Viru (Ost-Wierland) im Nordosten Estlands.
Das Dorf hat 41 Einwohner (Stand 1. Januar 2012).